# Yersiniose der Schweine
Die Yersiniose der Schweine ist eine Allgemeinerkrankung des Schweins und wird durch das Bakterium Yersinia enterocolitica verursacht. Sie ist als klinische Erkrankung relativ selten und zeigt sich zumeist als Darm- oder Mandelentzündung. Von größerer Bedeutung sind latente Infektionen, die zu einem Vorkommen von Y. enterocolitica im Schweinefleisch führen und damit zu Durchfallerkrankungen des Menschen führen können.

## Epidemiologie
Y. enterocolitica ist ein weit verbreiteter Durchfallerreger des Menschen. Schweine bilden hierfür ein wichtiges Erregerreservoir, können jedoch auch selbst erkranken.

## Krankheitsbild
Meist sind Schweine latent infiziert; der Erreger verbleibt dann lebenslang im Körper und findet sich entsprechend auch im Schweinefleisch. 
Akute Erkrankungen zeigen eher unspezifische Symptome wie Durchfall, Mandelentzündung, Fruchtbarkeitsstörungen und Lahmheiten. Immunologische Überreaktionen auf den Erreger lösen Gelenksentzündungen, Gelenksknorpeldegenerationen und Hauterkrankungen aus. Je gefährlicher der Stamm ist, desto eher findet man ihn in den Mandeln und im Rachen. Weniger gefährliche Stämme werden eher im Darm gefunden.
Yersiniosen beim Schwein sind eher selten, sollten jedoch als mögliche Diagnose immer in Betracht gezogen werden.